# Il bacio della morte (film 1947)
Il bacio della morte (Kiss of Death) è un film del 1947 diretto da Henry Hathaway.
Il film, tratto dal romanzo Stoolpigeon di Eleazar Lipsky, ha per protagonisti Victor Mature, Brian Donlevy e Coleen Gray, insieme ad un esordiente Richard Widmark, che ottenne una candidatura all'Oscar per il miglior attore non protagonista e il Golden Globe per il miglior attore debuttante per il suo ritratto del gangster psicopatico Tommy Udo.

## Trama
New York, vigilia di Natale. Il gangster Nick Bianco rimane coinvolto in uno scontro a fuoco durante la rapina ad una gioielleria e viene arrestato. Il viceprocuratore D'Angelo gli propone di fare i nomi dei complici in cambio di una riduzione della pena, ma Nick si rifiuta di collaborare come già successo in passato. Durante la detenzione nel carcere di Sing Sing apprende che la moglie si è tolta la vita e che le figlie sono finite in orfanotrofio, per cui decide di seguire il consiglio di D'Angelo. Dopo aver parlato con la giovane Nettie Cavallo, che lo informa dell'istituto in cui si trovano le figlie a cui in passato aveva fatto da baby sitter, Nick rivela il nome dei suoi complici e ottiene di poterle rivedere. D'accordo con D'Angelo cerca poi di far incastrare Pete Rizzo, uno dei suoi complici, e informa il suo avvocato Earl Howser che sospetta che Rizzo abbia parlato con la polizia per metterlo ancora più nei guai. Howser, che fa anche da ricettatore per la merce derubata dai suoi clienti, avverte della "soffiata" il killer Tommy Udo. Quando quest'ultimo arriva all'appartamento di Rizzo vi trova solo la madre e capisce che probabilmente l'uomo ha già lasciato la città. In un accesso d'ira Udo uccide la donna facendola precipitare dalle scale con la sua sedia a rotelle. Uscito dal carcere grazie ad un condono, Nick promette il suo amore a Nettie ma per poter rimanere in libertà deve continuare a collaborare con D'Angelo. Fa in modo di incontrarsi casualmente con Udo, che aveva conosciuto a Sing Sing, che durante la serata gli rivela alcune informazioni su un omicidio. Nick riferisce tutto a D'Angelo, che lo lascia libero di ricominciare una nuova vita con Nettie e le sue figlie. Quando Udo viene portato in tribunale, Nick è riluttante a testimoniare contro di lui, ma sa che dovrà farlo per poter mantenere la libertà. Malgrado ciò, Udo viene prosciolto per un problema tecnico che riguarda la prova principale. Certo della sua sete di vendetta, Nick manda Nettie e le bambine in campagna e si prepara ad affrontarlo. Pronto a sacrificarsi pur di ritrovare la serenità, riesce a farlo cadere in un tranello dopo averlo individuato in un ristorante. Udo spara a Nick, che rimane ferito, ma viene subito circondato dalla polizia.

## Produzione
Secondo i documenti della 20th Century Fox conservati nella Special Collections Library dell'Università della California a Los Angeles, il capo della produzione dello studio Darryl F. Zanuck cambiò il titolo originale del romanzo di Eleazar Lipsky, Stoolpigeon, dapprima in Blind Date e poi in Kiss of Death, dopo aver letto un articolo di giornale in cui la giornalista Hedda Hopper si riferiva ad un evento nella vita di un politico come al "bacio della morte".
La Production Code Administration rifiutò le bozze iniziali della sceneggiatura. In una lettera inviata il 30 gennaio 1947 a Jason S. Joy, capo delle pubbliche relazioni della 20th Century Fox, il direttore della PCA Joseph Breen affermò che la storia sembrava violare «le disposizioni del Production Code, volendo presentare i processi di legge e ordine e l'amministrazione della giustizia in una luce tale da gettare discredito sull'efficacia del sistema giudiziario» e che la sceneggiatura descriveva le forze dell'ordine come «del tutto inutili nei loro sforzi per assicurare i criminali alla giustizia senza l'aiuto di informatori». Il 12 febbraio 1947, tuttavia, Breen comunicò a Joy che date le «rassicurazioni che questo film sarà realizzato con la piena collaborazione delle autorità di polizia di New York, la nostra preoccupazione originaria... è del tutto alleviata».

### Cast

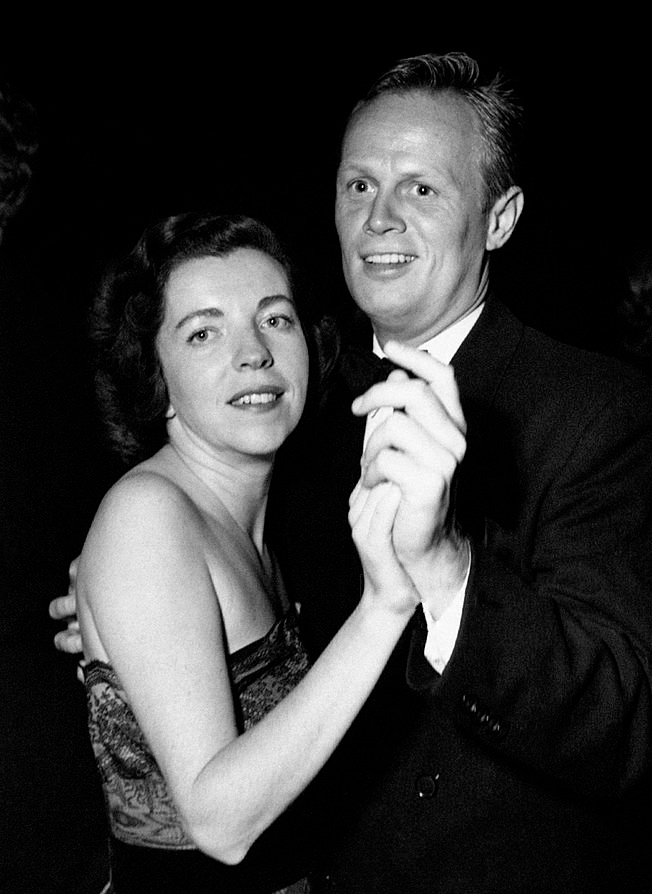
Richard Widmark con la moglie Jean Hazlewood

Nel gennaio 1947 il Los Angeles Times annunciò che James Cagney era stato preso in considerazione per interpretare Nick Bianco. La parte fu poi assegnata a Victor Mature, che Zanuck giudicò ideale in una lettera inviata al team di produzione: «L'idea di Victor Mature per il ruolo principale di Nick Bianco è sensazionale... Ha ottenuto un grande successo personale per la sua interpretazione in Sfida infernale... Questa sarà una grande cosa per Mature, e per una volta si adatta perfettamente alla parte». L'attore stesso la definì una delle sue interpretazioni migliori: «Ruoli come questo mi hanno fatto uscire dal dipartimento degli "idioti" e d'ora in poi ne rimarrò fuori». L'attrice Coleen Gray, alla sua prima apparizione accreditata nel ruolo di Nettie Cavallo, raccontò anni dopo di come si fosse divertita a lavorare con Mature e di come l'attore stesso sottovalutasse le proprie potenzialità: «Deprecava il suo talento, ma ero contenta che nella sua carriera avesse avuto Il bacio della morte su cui puntare».
Il bacio della morte segnò il debutto sul grande schermo di Richard Widmark, sino ad allora apparso solo in alcune produzioni di Broadway, che ottenne la parte di Tommy Udo dopo un provino al quale si presentò con un look "alla George Raft", con camicia nera, cravatta bianca e cappello a tesa larga. Il successo della sua interpretazione fu tale che, oltre ad ottenere un Golden Globe come miglior esordiente, Widmark firmò un contratto di sette anni con la 20th Century Fox per un compenso di 1000 dollari a settimana e quando il film fu riproposto un paio di anni dopo i press book esaltarono la sua presenza piuttosto che quella di Victor Mature.
Tra gli attori non accreditati figurano Mildred Dunnock (la madre di Rizzo, doppiata da Wanda Tettoni), Millard Mitchell (il detective Shelby, doppiato da Bruno Persa), Susan Cabot (la padrona del ristorante) e Bill Zuckert (una delle guardie di Sing Sing), gli ultimi due alla loro prima apparizione.

### Riprese
Le riprese furono effettuate dal 10 marzo a metà maggio del 1947, con alcune sequenze aggiuntive girate dal 23 al 28 giugno. Il film venne girato a New York, tranne le scene dell'orfanotrofio che furono filmate nella Academy of the Holy Angels di Fort Lee in New Jersey. Tra le varie location furono usate il Chrysler Building (per la rapina nella gioielleria all'inizio del film), la St. Nicholas Arena (per l'incontro di boxe), il Manhattan Detention Complex, il carcere maschile del Bronx e il carcere di Sing Sing. Secondo un articolo comparso all'epoca sulla rivista Life, durante le riprese all'interno di Sing Sing tutte le celle dovettero essere sgombrate a causa di una legge che vietava di riprendere i veri detenuti.
Diverse scene vennero cancellate dal film finale, compresa quella in cui la moglie di Nick Bianco, Maria, si toglieva la vita dopo essere stata violentata da un gangster incaricato di proteggerla. La sequenza, interpretata dall'attrice Patricia Morison, venne eliminata perché lo studio ritenne che il pubblico non fosse pronto per una scena che raffigurava il suicidio.

## Distribuzione
Il film fu proiettato in anteprima il 13 agosto 1947 a Los Angeles e il 27 agosto a New York e venne distribuito nelle sale dal mese di settembre.

### Data di uscita
- Settembre 1947 negli Stati Uniti (Kiss of Death)
- 13 ottobre in Svezia (Angivaren)
- 10 novembre in Canada (Kiss of Death)
- 8 gennaio 1948 in Messico (El beso de la muerte)
- 27 marzo in Australia (Kiss of Death)
- 23 aprile in Argentina (El beso de la muerte)
- 23 luglio in Francia (Le carrefour de la mort)
- 12 agosto nel Regno Unito (Kiss of Death)

- 13 settembre in Italia (Il bacio della morte)
- 12 novembre in Finlandia (Kuoleman suudelma)
- 21 marzo 1949 in Danimarca (Dyrekøbt)
- 10 ottobre in Spagna (El beso de la muerte)
- 1º settembre 1950 in Germania Ovest (Der Todeskuß)
- 13 ottobre in Austria (Der Todeskuß)
- 18 settembre 1952 in Giappone (死の接吻)
- 23 settembre in Portogallo (O Denunciante)

### Edizioni home video
Il bacio della morte è stato distribuito in DVD dalla 20th Century Studios il 6 dicembre 2005, con alcuni extra tra cui il commento degli storici del cinema James Ursini e Alain Silver.

## Accoglienza

### Incassi
Il film si rivelò un insuccesso al box office negli Stati Uniti, dove incassò 1,6 milioni di dollari a fronte di un costo di produzione complessivo di 2,5 milioni, che riuscì comunque a recuperare con gli introiti nel mercato internazionale.

### Critica
Il sito Rotten Tomatoes riporta l'88% di recensioni professionali con giudizio positivo.
La critica accolse positivamente l'esordio sul grande schermo di Richard Widmark. La rivista Variety lo proclamò «la minaccia più rabbrividente dell'anno», mentre Bosley Crowther scrisse sul New York Times: «Mr. Widmark si impossessa di tutti gli onori di recitazione».
Anche la performance di Victor Mature venne elogiata dalla stampa. Sia il New York Times che Variety giudicarono il personaggio di Nick Bianco il suo ruolo migliore fino a quel momento. Il Time scrisse che l'attore «a quanto pare per tutto questo tempo aveva solo bisogno del giusto tipo di ruolo, che per una volta ha avuto», mentre il New York Herald Tribune lo ritenne «cresciuto nella statura di attore così immensamente che non è una sorpresa trovarlo a recitare... con persuasione e finezza».
In Italia, dove Il bacio della morte uscì circa un anno più tardi, il quotidiano La Stampa scrisse che il film «è quasi tutto sospeso nel silenzio, un silenzio punteggiato dal batticuore del protagonista... Spiccano sequenze perfette, quella iniziale della rapina nei grandi magazzini, l'uccisione della paralitica e tutta la chiusa, portata a un punto estremo di tensione.... Ma l'intera opera ha un'alta carica emotiva e una intonazione ispirata. Victor Mature ne è l'impeccabile interprete».

## Riconoscimenti
- 1948 – Premio Oscar

Candidatura per il miglior attore non protagonista a Richard Widmark
Candidatura per il miglior soggetto a Eleazar Lipsky
- 1948 – Golden Globe

Miglior attore debuttante a Richard Widmark
- 1948 – Locarno Film Festival

Migliore sceneggiatura non originale a Ben Hecht e Charles Lederer

## Altri media
Nel 1948 Richard Widmark e Victor Mature ripresero i rispettivi ruoli in due serie antologiche radiofoniche trasmesse dalla CBS, Lux Radio Theatre (12 gennaio) e The Screen Guild Theatre (28 ottobre).

## Remake
Nel 1958 è stato realizzato un remake in chiave western intitolato Duello a Forte Smith, diretto da Gordon Douglas e interpretato da Hugh O'Brian, Robert Evans e Dolores Michaels. Un secondo remake diretto da Barbet Schroeder è uscito nel 1995, con David Caruso, Nicolas Cage e Helen Hunt come protagonisti.